# Sejm pacyfikacyjny
Sejm pacyfikacyjny – rodzaj sejmu walnego w I Rzeczypospolitej mający na celu doprowadzić do pojednania i uspokojenia w kraju. Jego nazwa pochodzi od łacińskiego słowa pacificatio, które znaczy uspokojenie. Sejm pacyfikacyjny był zwoływany, aby zakończyć okres walk i napięć wewnętrznych powstałych po rozdwojonej elekcji. Sejmami pacyfikacyjnymi były sejmy z lat: 1589, 1673, 1699, 1736.